# Amonove sipine
Amonove sipine (izvorno Le sabbie di Amon) je knjiga italijanskega pisatelja Valeria Massima Manfredia. Je druga v njegovi triologiji o Aleksandru Velikem.

## Zgodba
V drugi knjigi se Aleksander že izkaže. Zmagal je že številne bitke proti Perzijcem. Premagal je trdnjave in pristanišča, iz katerih so Perzijci gospodovali Egejskemu morju. V starem svetišču je presekal gordijski vozel. Ko pride v Egipt, mu svečeniki naročijo, naj gre v oazo sredi puščave. Tam v nekem templju izve, da je božanskega rodu. Tako zavlada Egiptu.